# Przemyśl
Przemyśl (kiejtéseⓘ, IPA: [ˈpʂɛmɨɕl], latinul: Premislia, ukránul: Перемишль, németül: Premissel) város Lengyelországban, a Kárpátaljai vajdaságban, a San-folyó partján. A Bieszczady hegység kapuja fontos műemlékekkel a városban és környékén: Krasiczynben palota, Bolestraszycében arborétum. Fontos közlekedési csomópont: a nemzetközi E40-es út határátkelése Ukrajna felé Medykánál és vasúti átrakó állomás Żurawicában. Multikulturális város, ahol egymás mellett élnek különböző nemzetiségek: lengyelek, ukránok és cigányok, különböző vallások: a domináns katolikusok érsekkel, görögkatolikusok érsekkel, ortodoxok, valamint protestánsok: metodisták, adventisták, baptisták, jehovisták. A második világháborúig jelentős zsidó lakossága is volt, az 1931-i népszámlálás adatai szerint a népesség 29,5%-a ide tartozott, a közösség két zsinagógával rendelkezett. Przemyśl az első lengyel város, ahol zsidó városnegyedről írásos dokumentum létezik: Jehuda ha Kohen zsidó tudós 1085-ben említi. Az első világháborúban Przemyśl erődje súlyos harcok színtere volt.

## Története

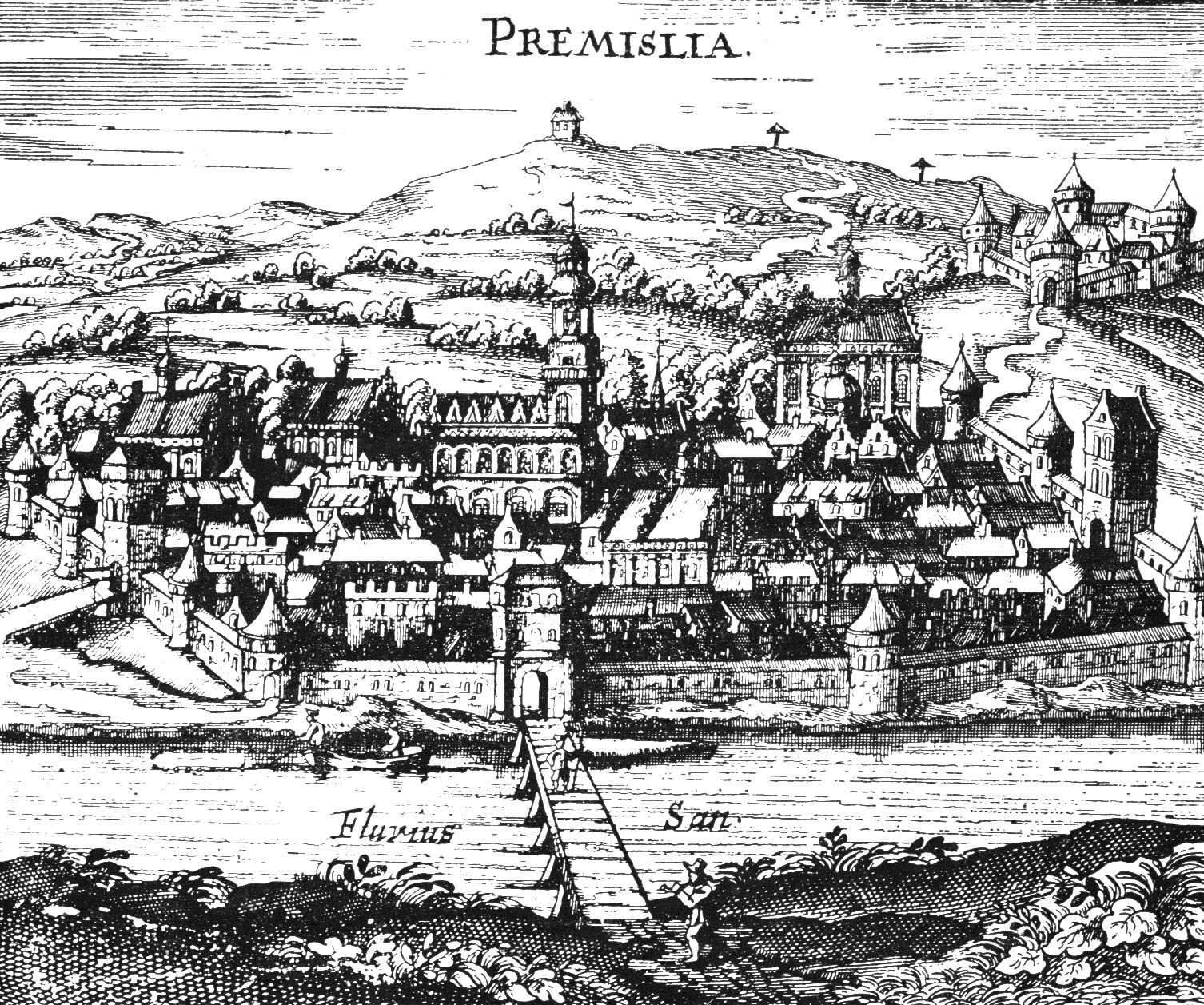
Przemyśl egy régi fametszeten

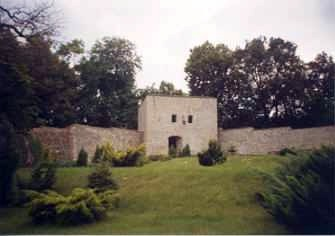
Korábbi épületek maradványai a várban

### Legendák a város keletkezéséről
- Egy bizonyos herceg vadászni indult, és azon a helyen, ahol megölt egy medvét, várost alapított medvével a címerében.
- A mai Przemyśl területén település keletkezett, és sok ember gondolkozott azon, mi legyen a neve. Egy öregasszony azt mondta: „Myśl, nie myśl, najlepszy będzie Przemyśl” (lefordíthatatlan szójáték: „myśl” lengyelül gondolatot jelent, vagyis „Gondolat, nem gondolat, legjobb lesz Przemyśl”). "Myśl!" – felszólító módban: gondolkodj! (nem csak gondolat). A város neve szó szerinti fordításban „Gondold át”. Tehát: gondold át, vagy ne gondold, de legjobb, ha átgondolod.

### Történeti kronológia

#### A „vörös városok” egyike
- VIII. század – Przemysł-Lestek lendzsán herceg (mindkét név ravaszságot, éleselméjűséget jelent) miután kivívta a terület függetlenségét, a San-folyó mentén várost alapított és saját nevéről Przemyślnek nevezte el. Vallási építészeti emlékek eredeztethetőek ekkortól.
- IX. század – latin püspök behívása, a román kor előtti építészet: rotunda és monostor építése. A honfoglaló magyarok is birtokolták Przemyślt és környékét. Több településnév és néhány sír utal erre, és a várost a későbbiekben is gyakran emlegették „Magyarország kapuja” néven.
- X. század – román építészet: háromhajós bazilika. A század közepén a város a cseheké, majd a 970-80-as években I. Mieszko lengyel fejedelem foglalja el.
- 981-985 – Nagy Vlagyimir kijevi fejedelem háborút folytat az akkoriban az ún. vörös városok közé sorolt Przemyślért és be is veszi. A püspökség székhelyét Vlagyimirba teszik át.
- 1018 – Vitéz Boleszláv Przemyślt az I. (Szent) István magyar király által küldött 500 lovas segítségével újra Lengyelországhoz csatolja.
- 1031 – Przemyślt ismét elfoglalja a Kijevi Rusz (Bölcs Jaroszláv fejedelem). A zsidó negyed kezdetei Przemyślben.
- 1069 – Miután Merész Boleszláv lengyel fejedelem elfoglalja a várost, amely néhány évre a monarchia fővárosa lesz.
- 1086 – A város az orosz Rosztiszlavicsok uralma alá kerül, akik idején, a XII. században egy önálló fejedelemség székhelye.

#### Orosz-magyar küzdelmek a városért
- 1099 – Könyves Kálmán beavatkozott az orosz fejedelmek küzdelmeibe. Egyikük kérésére Przemyśl ellen vonult, de olyan nagy vereséget szenvedett az oroszokkal szövetséges kunoktól, hogy elesett két püspök és ispán is, odaveszett a mozgókincstár, a San-folyó vize pedig magyar vértől vöröslött...
- 1141 – Vlagyimirko fejedelem egyesíti Przemyślt a halicsi fejedelemséggel.
- 1152 – II. Géza magyar király csapatai a San-folyó völgyében nyomulnak előre, majd szövetségeseikkel egyesülve legyőzik a halicsi fejedelmet, és ostrom alá veszik Przemyślben. Vlagyimirko ekkor elismeri a Gézával szövetséges kijevi nagyfejedelem uralmát, és esküt tesz Szent István keresztjére.
- 1188 – 1190 – III. Béla magyar király sikeres hadjárata után két évre fia, András herceg lesz a halicsi uralkodó.
- 1199 – Nagy Román kijevi nagyfejedelem egyesíti Halicsot és Vlagyimirt: a Romanovicsok uralma alatt egyik fénykorát éli a város.
- 1208-9 – Magyar uralom (Korlát fia Benedek erdélyi vajda).
- 1211 – A Győr nembeli Pot nádor vezette magyar sereg elfoglalja a várost.
- 1214 – Az egymással szövetséget kötő II. András magyar király és (Fehér) Leszek lengyel fejedelem elfoglalja Halicsot, Przemyślt Lengyelországhoz csatolják.
- 1215 – II. András visszaszerzi Przemyślt a lengyelektől és fia, Kálmán halicsi király kezébe adja, akit azonban a halicsi bojárok még ebben az évben elűznek.
- 1216 – Kálmán király lengyel segítséggel visszafoglalja Przemyślt és Halicsot.
- 1218 előtt – ortodox püspökség alapítása
- 1219 – Msztyiszlav novgorodi fejedelem elűzi Kálmán királyt.
- 1226 – II. András elfoglalja Przemyślt Msztyiszlavtól, amit az nemsokára visszafoglal.
- 1227-29 – II. András fia (egyben Msztyiszlav veje), András herceg uralkodik itt.
- 1231 – II. András ismét elfoglalja a várost, amelyet aztán fia, András herceg ural.
- 1234 – A magyar uralom vége, a város ismét a Romanovicsoké.
- 1245 – Rosztiszláv magyar csapatokkal elfoglalja ugyan Przemyślt, de nagybátyja, Dániel (aki 1253-tól Halics és Lodoméria királya címet viseli) elől Magyarországra menekül.

#### Lengyelország fontos kereskedővárosa
- 1323 – Az orosz Romanovicsok kihalása után Przemyśl is a lengyel Bolesław Jerzy Trojdenowicz (II. György) uralma alá kerül.
- 1344 – III. Kázmér lengyel király végül Przemyślt az ún. vörös városokkal együtt Lengyelországhoz csatolja az utolsó Trojdenovics uralkodó halála után, aki végrendeletében az országot a lengyel uralkodóra hagyta. A latin szertartású Iván és Miklós püspököket közvetlenül az apostoli szék alá rendelik. Vár épül.
- 1370 – Nagy Lajos magyar király lengyel királlyá válásával Przemyśl ismét magyar kézre kerül.
- 1387 – Nagy Lajos lánya, Hedvig lengyel királynő és férje, Jagelló Ulászló visszacsatolják a várost Lengyelországhoz.
- 1389 – A város új kiváltságokat kap a magdeburgi városi jog alapján. Felépülnek a városfalak a tornyokkal, új templom, kolostorok és városháza.
- 1460 – Megalakul a Krakkói Akadémia itteni tagozata.
- 1498 – III. István moldvai fejedelem elfoglalta Przemyślt és szabad rablást engedélyezett katonáinak. Ezután felgyújtotta a várost, még a templomoknak sem kegyelmezett.
- 1614 – A várost elpusztította a tatár Kantymir Murza.
- 1648 – A Hmelnickij-felkelés idején Kopystyński kozák ezredes körülzárta a várost, de Karol Korniakt megverte.
- 1656 – A Özönvíz idején Douglas svéd tábornok körülzárta a várost, de visszavonult a közeledő Stefan Czarniecki hetman csapatai elől.
- 1657 – II. Rákóczi György erdélyi csapatai átmenetileg elfoglalják a várost.
- 1672 – Przemyśl környékét dúlják a tatárok, de Kormanice mellett szétverik őket a Krystyn Szykowski obszerváns ferences szerzetes vezetése alatt küzdő przemyśliek.

#### Az erődváros

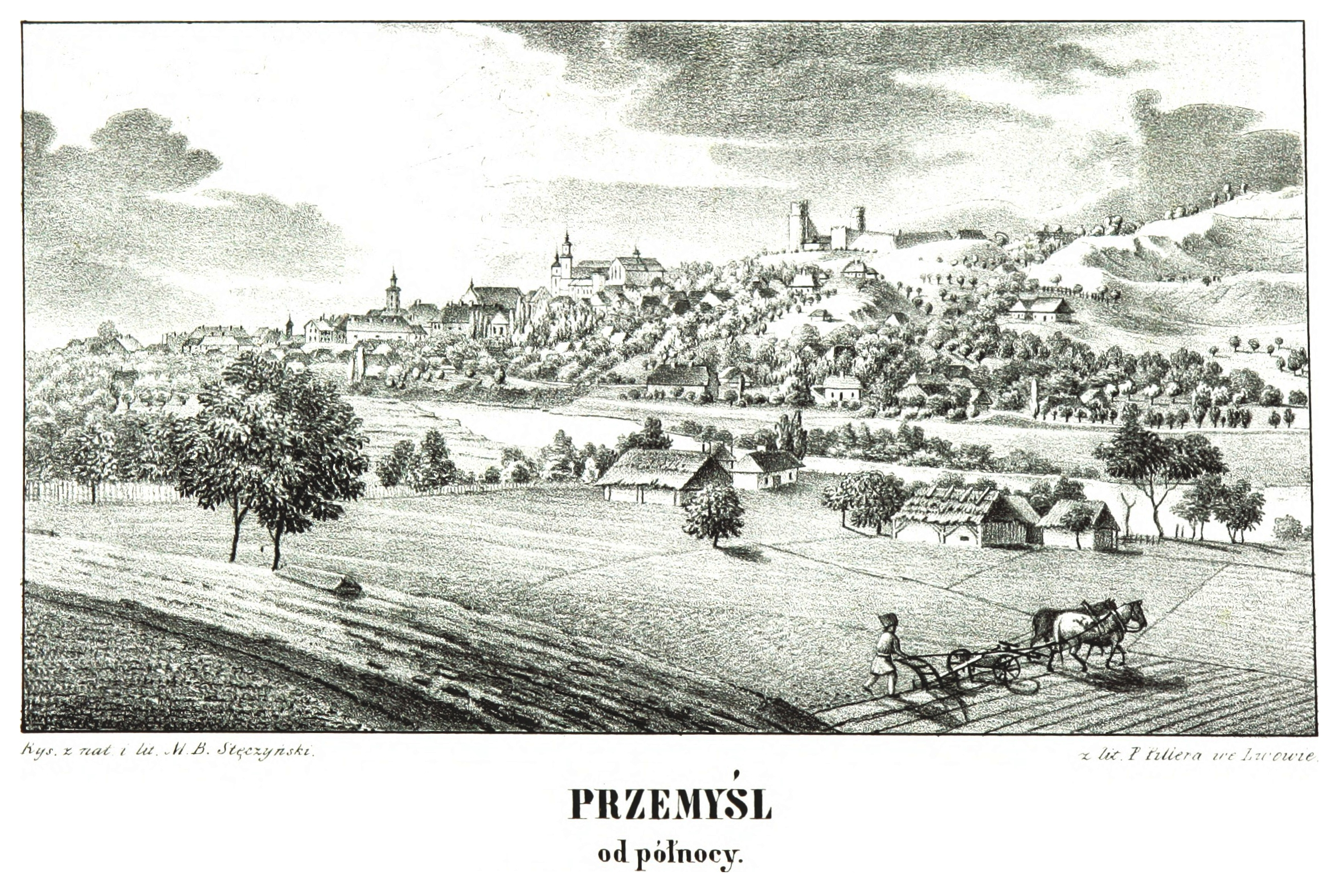
1846

- 1772 – Lengyelország I. felosztásakor Ausztriához kerül. Ez a város hanyatlásához vezet, mely addig tart, amíg Galícia autonómiát nem kap, és fel nem építik a Przemyśl erődöt, mely Antwerpen és Verdun után a harmadik legnagyobb erőd volt Európában.
- 1914-1915 – Nehéz harcok a városért: Przemyśl ostromai.
- 1918-1919 – Ukrán–lengyel harcok a városért (a przemyśli sasfiókok, vagyis lengyel diákok részvétele).
- 1918-1939 – Járási székhely a lwówi vajdaságban.
- 1931 – A népszámlálás adatai szerint a városban 62 272 fő lakik, ebből 39 430 (63,3%) római katolikus, 18 376 (29,5%) zsidó, 4391 (7%) görögkatolikus és 85 más világnézetű. Przemyśl az egyik nagyváros Krakkó és Lwów között.
- 1939-1941 – Przemyślt elfoglalják a németek, majd a város kettéosztják a San-folyó mentén – Zasanie városrész német, Stare Miasto (Óváros) szovjet megszállás alatt. Az oroszok kiépítik a Molotov-vonalat (bunkerrendszer).
- 1941-44 – Német uralom, a város zsidó lakosságát szinte teljesen megsemmisítik.
- 1944 – A szovjet munkás-paraszt Vörös Hadsereg megszállja a várost; léteztek tervek, hogy Przemyśl vajdasági székhely legyen, de végül győzött az a koncepció, hogy az inkább központi fekvésű, de lényegesen kisebb Rzeszów legyen a vajdaság fővárosa.
- 1944-1947 – A környéken harcok folynak az Ukrán Felkelő Hadsereg partizánjaival, akik felrobbantják a przemyśli sasfiókok emlékművét (később nem a Plac Konstytucjin építették újjá, ahol a két világháború között állt, hanem a San partján.) Az ukránokat kitelepítik (Visztula-művelet) és ukrajnai lengyeleket fogadnak be, így megszűnik a várost több száz évig jellemző multikulturalitás.
- 1945-1975 – járási székhely a rzeszówi vajdaságban.
- 1975-1998 – a przemyśli vajdaság székhelye.
- 1991 – II. János Pál pápa látogatása.
- 1999-től – járási jogú város a kárpátaljai vajdaságban, melynek fővárosa Rzeszów.

## Gazdaság
Faipara (Zakłady Płyt Pilśniowych=farostlemezgyár), festékgyára (Pollena Astra) van.

## Magyar vonatkozások
Az első világháborúban magyar katonák ezrei haltak hősi halált a Przemyśl erőd orosz ostromakor. Nekik állít emléket Gyóni Géza, aki egyike volt az erőd védőinek, itt került orosz fogságba, ahonnan nem tért haza.
CSAK EGY ÉJSZAKÁRA…
részletek
Csak egy éjszakára küldjétek el őket;
A pártoskodókat, a vitézkedőket.
Csak egy éjszakára:
Akik fent hirdetik, hogy – mi nem felejtünk,
Mikor a halálgép muzsikál felettünk;
Mikor láthatatlan magja kél a ködnek,
S gyilkos ólom-fecskék szanaszét röpködnek,
 * * * * * * * * * * * * * *
Csak egy éjszakára küldjétek el őket:
Hosszú csahos nyelvvel hazaszeretőket.
Csak egy éjszakára:
Vakító csillagnak mikor támad fénye,
Lássák meg arcuk a San-folyó tükrébe,
Amikor magyar vért gőzölve hömpölyget,
Hogy sírva sikoltsák: Istenem, ne többet.
Küldjétek el őket csak egy éjszakára,
Hogy emlékezzenek az anyjuk kínjára.
Csak egy éjszakára:
Hogy bujnának össze megrémülve, fázva;
Hogy fetrengne mind-mind, hogy meakulpázna;
Hogy tépné az ingét, hogy verné a mellét,
Hogy kiáltná bőgve: Krisztusom, mi kell még!
Krisztusom, mi kell még! Véreim, mit adjak
Árjáért a vérnek, csak én megmaradjak!
Hogy esküdne mind-mind,
S hitetlen gőgjében, akit sosem ismert,
Hogy hivná a Krisztust, hogy hivná az Istent:
Magyar vérem ellen soha-soha többet!
– Csak egy éjszakára küldjétek el őket.
(Przemysl, november.)

## Műemlékek
- Tatár-domb: a legenda szerint egy tatár kánt temettek el alatta, a XIX. században pedig az osztrákok erődítményt építettek mellette. 2000-ben a közelében állították fel az ún. Bizalmi Keresztet.
- Mária mennybemenetele római katolikus katedrális: a korábbi román templom helyén a XV-XVI. században, gótikus stílusban épült. A XVIII. században barokkosították, és egy 71 m magas harangtornyot építettek mellé.
- Nagy Kázmér vára (XIV. század): udvarán megtalálhatók Vitéz Boleszláv építkezésének maradványai, a XVI. században pedig reneszánsz stílusban építették át. A vár ad otthont a legrégibb lengyel amatőr színtársulat – Aleksander Fredo Drámai Társaság – színháztermének.
- Főpályaudvar a XIX. századból
- Przemyśli Várostörténeti Múzeum: épülete egy XVI. századi polgárház.
- Keresztelő Szent János görögkatolikus érsekségi katedrális: a XVII. században, barokk stílusban, jezsuita templomnak épült (Jézus Szent Szíve), a XX. században helyőrségi templom volt, 1991-ben pedig II. János Pál pápa a görögkatolikusoknak adta át. XVII. századi ikonosztáza Lubaczówból származik. A templom mögött helyezkedik el az Érsekségi Múzeum.
- a lejtős Piactér (Rynek) műemlék épületei: polgárházak a XVI-XVII. századból, XVI. századi városháza, alatta pincerendszer.
- Mária Magdolna ferences templom: a régi gótikus templom helyén, a XVIII. században késő barokk – klasszicista stílusban épült, belső tere rokokó.
- Karmelita templom és kolostor: a XVII. században épült, majd a görögkatolikusoké lett, akik átépítették, de napjainkra visszakapta eredeti külsejét.
- Páduai Szent Antal obszerváns ferences templom: a XVII. században, védőfallal körbekerítve épült, mellette áll a tatárokat visszaverő Krystyn Szykowski atya emlékműve.
- a bencés rendi apácák kolostora (XVII. század) és Szentháromság templom (XVIII. század): a San túlpartjának legrégibb műemléke.
- a korábbi dominikánus kolostor: eredetileg 1600 körül épült, a XIX. század óta hivatali funkciót tölt be.
- az irgalmas rendi barátok régi kolostora: a XVII. században épült, aztán hivatali épült, majd pártház volt, ma pedig főiskola van benne.
- a karmelita nővérek temploma és kolostora: 1899-1900-ban épült téglafallal körülvéve, neogótikus stílusban.
- Stanisław Orzechowski középkori eredetű udvarháza
- XVIII. századi késő barokk Óratorony: egy soha fel nem épült templom tornyának épült, sokáig tűztoronynak használták, ma pedig a Harang- és Pipamúzeum van benne.
- Városfalmaradványok a XVI-XVII. századból
- Régi zsinagógák
- a Przemyśl erőd maradványai (XIX-XX. század)
- Az egykori Molotov-vonal bunkerei (1939-41)
- Katonai temetők magyar emléktáblákkal és emlékkereszttel

## Múzeumok
- Przemyśl környékének nemzeti múzeuma
- Harang és pipa múzeum
- Várostörténeti múzeum
- Érsekségi múzeum
- Przemyśli erőd múzeum
- VIII "Łętownia" erőd
- Katonai ortodox templom a Rybotycki állásban
- Állami levéltár

## Oktatás

### Főiskolák
- Wyższa Szkoła Administracji i Zarządzania w Przemyślu  (Adminisztrációs és igazgatási főiskola)
- Wyższa Szkoła Gospodarcza w Przemyślu  Archiválva 2006. április 24-i dátummal a Wayback Machine-ben (Gazdasági főiskola)
- Wyższa Szkoła Informatyki i Zarządzania w Przemyślu  (informatikai és igazgatási főiskola)
- Państwowa Wyższa Szkoła Zawodowa w Przemyślu  (Állami felsőfokú szakiskola)
- Nauczycielskie Kolegium Języków Obcych w Przemyślu  (Idegen nyelvek tanítói kollégiuma)
- Kolegium Nauczycielskie w Przemyślu  (Tanítóképző)
- Wyższe Seminarium Duchowne w Przemyślu  (Papi szeminárium)

## Sport

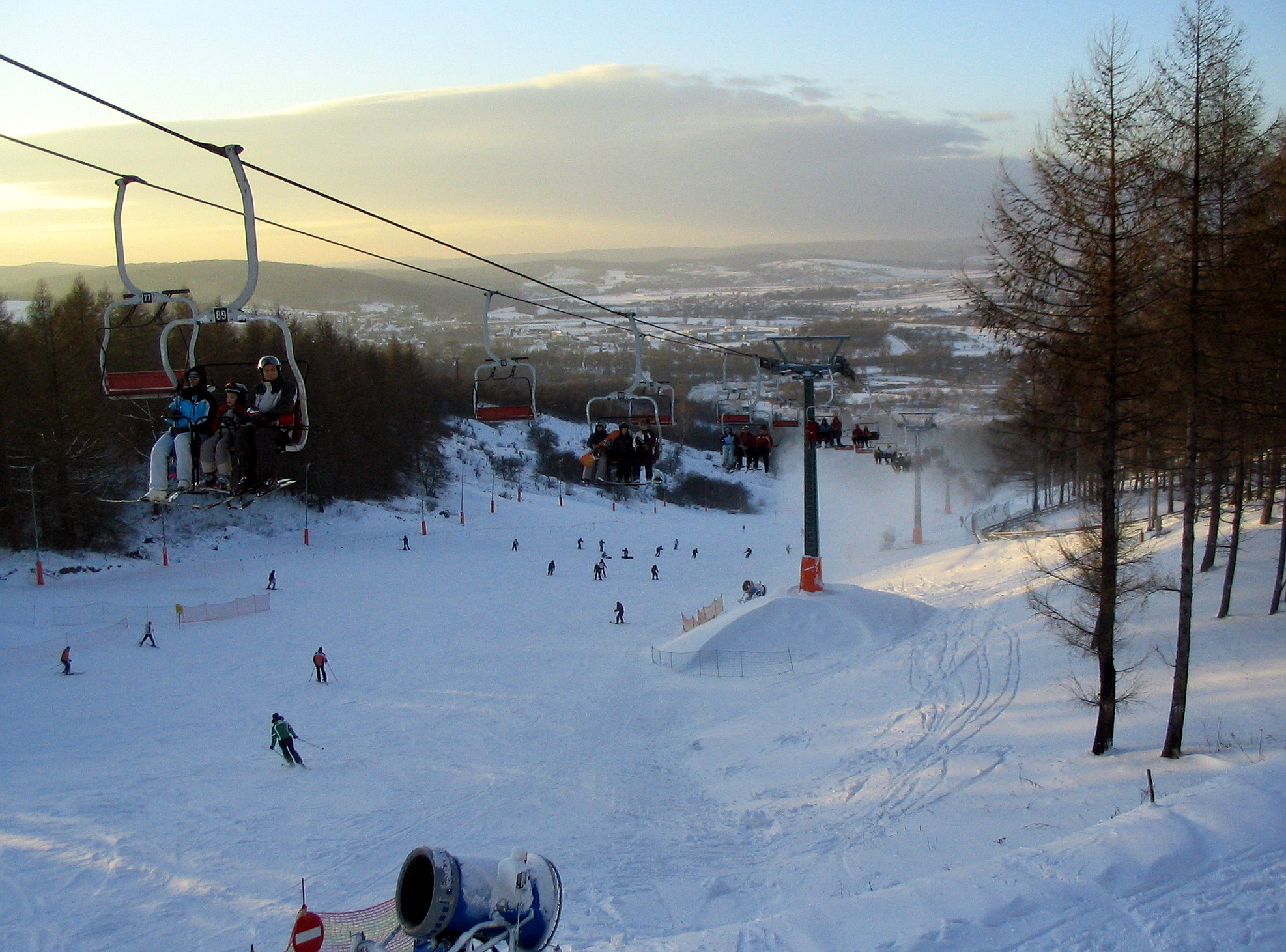
Sípálya

- Labdarúgás (klubok – Polonia Przemyśl, Czuwaj Przemyśl
- Kosárlabda (Polonia Przemyśl)
- Kézilabda (Czuwaj Przemyśl)
- Sípálya
- Fedett uszoda
- Teniszpályák
- Műjégpálya
- Skate Park

## Testvérvárosok
- Eger, Magyarország
- Kamjanec-Pogyilszkij, Ukrajna
- Lviv, Ukrajna
- Paderborn, Németország
- South Kesteven, Anglia
- Truszkavec, Ukrajna

## Híres przemyśliek
- Błogosławiony Jan Balicki – ksiądz
- Przemysław Bystrzycki
- Zbigniew Brzeziński – politológus, Carter amerikai elnök tanácsadója
- Aleksander Dworski
- Andrzej Maksymilian Fredro
- Julie (Giulietta) Guicciardi (1782–1856), Beethoven tanítványa
- Kazimierz Gurbiel
- Leopold Hauser
- Józef Kałuża
- Kapitan Henryk Jaskuła
- Doktor Henryk Jordan
- Józef Kuryluk – poeta
- Wiesław Langiewicz
- Artur Malawski
- Kazimierz Opaliński – színész
- Stanisław Orzechowski – író
- Rodzina Osińskich
- Helene Deutsch
- Marian Ostafiński
- Mojżesz Schorr
- Józef Sebastian Pelczar – przemyśli püspök, szentté avatták
- Ryszard Siwiec
- Major Mieczysław Słaby
- Marian Stroński – festő
- Jan Śnigurski – przemyśli püspök
- Leonard Tarnawski – orvos
- Bernard Wapowski
- Teitelbaum Mózes – újhelyi rebbe